# 黃帶副緋鯉
黃帶副緋鯉（学名：Parupeneus chrysopleuron），又稱紅帶海鯡鯉、紅槽魚，俗名秋姑、鬚哥，為輻鰭魚綱鱸形目鬚鯛科的其中一個種。

## 分布
本魚分布於印度西太平洋區，包括斯里蘭卡、馬來西亞、安達曼海、泰國、菲律賓、印尼、中國南海、東海、日本、台灣、越南、新幾內亞、所羅門群島、澳洲、馬里亞納群島、馬紹爾群島、密克羅尼西亞、帛琉、諾魯、斐濟群島、東加、吐瓦魯、萬納杜等海域。属于近海暖水性底层鱼类。该物种的模式产地在日本。

## 深度
水深1至80公尺。

## 特徵
本魚體成紡錘型稍延長。體為鮮紅色，各鰭約略帶黃色，體側有一金黃色縱帶自眼後沿著側線達尾柄末端。另一明顯特徵為眼部有四條短而互相平行的藍色斜橫帶。口小，能伸縮，頭型中等大小。上下頜齒細小如絨毛。體被大型圓鱗。尾鰭分叉，背鰭兩個。背鰭硬棘共8枚、軟條共9枚；臀鰭硬棘1枚、軟條7枚。側線鱗片數在28至30枚之間。體長可達16公分。

## 生態
本魚棲息在含沙泥底的岩礁區，屬肉食性魚類，以觸鬚探尋躲在沙泥下的小甲殼類、軟體動物及小魚為食，其身後也常跟著一群隆頭魚科的魚類，藉此幫助其找尋砂石下的食物。

## 經濟利用
食用魚，適合煎食或煮味噌湯，小個體可做為觀賞魚。